# Banchus nigrolineatus
Banchus nigrolineatus är en stekelart som först beskrevs av Cameron 1905.  Banchus nigrolineatus ingår i släktet Banchus och familjen brokparasitsteklar. Inga underarter finns listade.